# Cacoplecus brevitarsis
Cacoplecus brevitarsis är en tvåvingeart som beskrevs av Jean-Jacques Kieffer 1913. Cacoplecus brevitarsis ingår i släktet Cacoplecus och familjen gallmyggor.
Artens utbredningsområde är Kenya. Inga underarter finns listade i Catalogue of Life.